# 심의진
심의진(沈宜震, ? ~ ?)은 3·1 운동 때 경상남도 창원군에서 시위 군중에게 총격을 가해 살상한 일제강점기의 헌병보조원이다. 다른 이름으로 심의중(沈宜中)이 있다.

## 생애
생몰년이나 출신 지역 등 기본적인 신상 정보는 알 수 없다. 1919년 3·1 운동 당시 경남 창원의 진동헌병주재소에서 헌병보조원으로 근무하고 있었다.
창원에서는 현 창원시 마산합포구의 일부인 진동면(鎭東面)과 진북면(鎭東面), 진전면(鎭田面)의 3개 마을이 연합하여 삼진 의거를 일으켰다. 3월 28일 제1차 시위를 마친 뒤 변상태 등 검거되지 않은 주모자들이 다시 제2차 시위를 모의하여 4월 3일에 제2차 삼진 의거가 일어났다. 3개 마을 주민 약 3천여 명이 진전면에서 출발하여 진북면을 거쳐 진동읍내 방향으로 태극기를 앞세워 행진하면서 독립 만세를 외치고 있었다.
이때 심의진은 진동헌병주재소의 일본인 헌병들과 함께 진북면 사동천(社洞川) 다리 옆에서 시위 군중을 저지하려 했다. 그러나 시위대가 멈추지 않자 진동헌병주재소 육군 헌병 오장(伍長)이었던 가와카미 세이타로(川上淸太郞)와 일본인 상등병 시부타니 시치지(澁谷七次), 미쓰이시마 모이치(三井島茂一), 조선인 헌병보조원 이용원과 함께 시위대를 향해 38발을 발포하였다. 이 발포로 5명이 즉사하고 11명이 부상을 입었으며, 이 가운데는 칼에 두 팔이 잘려 죽은 사람도 있었다. 분노한 시위대도 돌을 던지며 맞섰으나 심의진은 오른쪽 허리에 타박상을 입는 데 그쳤다.
광복 후인 1949년 반민족행위특별조사위원회가 활동을 시작했을 때 생존해 있어 경남조사부에 체포되었으며, 반민재판에서 사형을 구형 받았다. 그러나 같은 해 9월 반민족행위처벌법의 개정안이 통과되면서 재심이 무기한 연기되고 구류 취소가 논의되는 등 반민특위의 활동은 방해를 받았고, 결국 반민특위 해체로 심의진도 처벌을 받지 않았다.
2007년 친일반민족행위진상규명위원회가 발표한 친일반민족행위 195인 명단에 또다른 헌병보조원인 이용원과 함께 포함되었다. 2008년 공개된 민족문제연구소의 친일인명사전 수록예정자 명단의 군 부문에도 선정되었다.

## 같이 보기
- 3·1 운동 : 삼진 의거

## 참고자료
- 친일반민족행위진상규명위원회 (2007년 12월). 〈심의진〉 (PDF). 《2007년도 조사보고서 II - 친일반민족행위결정이유서》. 서울. 1320~1324쪽쪽. 발간등록번호 11-1560010-0000002-10. [깨진 링크(과거 내용 찾기)]
- 변갑섭 : 독립유공자 공훈록 - 국가보훈처
- 변상복 : 독립유공자 공훈록 - 국가보훈처